# Sosnówka (Biała Podlaska)
Pour les articles homonymes, voir Sosnówka.
Sosnówka (prononciation : [sɔsˈnufka]) est un village polonais de la gmina de Sosnówka dans le powiat de Biała Podlaska de la voïvodie de Lublin dans l'est de la Pologne.
Le village est le siège administratif (chef-lieu) de la gmina appelée gmina de Sosnówka.
Il se situe à environ 35 kilomètres au sud-est de Biała Podlaska (siège du powiat) et 78 kilomètres au nord-est de Lublin (capitale de la voïvodie).
Le village comptait approximativement une population de 520 habitants en 2006.

## Histoire
De 1975 à 1998, le village est attaché administrativement à la voïvodie de Biała Podlaska.

Depuis 1999, il fait partie de la voïvodie de Lublin.